# Manda (Guinea)
Manda è un comune (in francese sous-préfecture) della Guinea, parte della regione di Labé e della prefettura di Lélouma.